# Louis Charles Caffarel
 (janvier 2008).
Si vous disposez d'ouvrages ou d'articles de référence ou si vous connaissez des sites web de qualité traitant du thème abordé ici, merci de compléter l'article en donnant les références utiles à sa vérifiabilité et en les liant à la section « Notes et références ».
Louis Charles Caffarel, né à Bourgoin-Jallieu (Isère) le 1er août 1829 et mort à Paris (8e) le 21 août 1907, est un général français impliqué en 1887 dans le scandale des décorations.

## Jeunesse
Fils d'un manufacturier en tissage, il obtient une bourse pour l'école militaire de Saint Cyr. En 1848, il en sort 3e sur 317. Il continue à l'École d'état-major, d'où il sort 2e sur 25.

## Carrière

### Débuts - Faits d'armes à l'étranger
Nommé lieutenant en 1853, il effectue un stage au 2e Régiment de Zouaves en Afrique, où il suit l'expédition des Babors en Algérie. En 1854, pendant la guerre de Crimée, il passe au 9e régiment de cuirassiers, où il participe aux batailles de Balaklava, d'Inkermann, de Tchernaïa et au siège de Sébastopol. Pour ces faits d'armes, il reçoit la médaille de Crimée.
En 1855, il est promu capitaine et devient aide de camp du général Cler. En 1856, il passe aux lanciers de la Garde. En 1857, il est muté aux chasseurs à pied de la Garde puis redevient aide de camp du général Cler, commandant une brigade de la Garde impériale. En 1859, il part pour l'Italie. Lors de la Bataille de Magenta où le général Cler est tué, il est nommé à l'État-major de la 1re division de la Garde Impériale. Il reçoit la médaille d'Italie pour sa conduite lors de la Bataille de Magenta.

### Retour en France - Services en Algérie
En 1861 il est mis à la disposition du général Mollard, commandant une division du camp de Châlons. En 1866, il est nommé officier d'ordonnance de l'empereur. En 1867, il est promu chef d'escadron.
En 1868, il est mis à disposition du gouverneur de l'Algérie. En 1869 il passe à l'état-major de la division de Constantine puis à celle d'Alger.

### Guerre de 1870 et années suivantes
Lors de la guerre de 1870, il revient d'Algérie et est affecté à l'État-major du 6e corps de l'armée du Rhin du général Canrobert. Il participe aux opérations et combats autour de Metz : batailles de Noiseville, de Mars-la-Tour, de Borny, de Saint-Privat. Il est fait prisonnier lors de la reddition.
Il rejoint la France en avril 1871, participe à la répression des troubles à Lyon puis passe à l'état-major du 6e corps à Versailles. En 1873, il devient chef l'état-major de la 28e division d'infanterie à Lyon. En 1875, Il est promu lieutenant-colonel. En 1876, il est chef d'état-major de la 6e division de cavalerie puis de la 28e division d'infanterie. En 1878, il devient colonel. En 1884, il est chef d'état-major du 17e corps et devient général de brigade. En 1885, il reçoit la médaille du Tonkin. Il commande la 6e brigade d'infanterie ; c'est la première fois qu'il commande directement la troupe.

### Affectation à l'état-major - Scandale des décorations
En 1886, il reprend un poste d'état-major en tant que chef de l'état-major du 5e corps. En 1887, il est appelé par le général Boulanger, ministre de la guerre, comme sous-chef de l'état-major des armées (EMA), vice-président de la commission des chemins de fer, secrétaire du comité d'état-major et conseiller d'État.
En octobre 1887, il est accusé de monnayer des décorations militaires et de favoriser des concurrents dans l'attribution de marchés militaires. Un conseil d'enquête présidé par le général Saussier le 12 octobre 1887 se prononce à l'unanimité sur sa culpabilité. Il est privé de ses décorations et mis d'office à la retraite pour « fautes contre l'honneur ». Sa carrière militaire s'achève.

## Décorations

### Françaises
- médaille d'Italie
- Médaille commémorative de l'expédition du Tonkin (1885)
- Commandeur de la Légion d'honneur (1886), chevalier (1856), officier (1859), radié en 1887

### Étrangères
- Médaille de Crimée (1859, Angleterre)
- Chevalier de l'ordre des Saints-Maurice-et-Lazare (Italie)
- chevalier de 5e classe de l'Ordre du Médjidié (Empire ottoman)